# Плайхах
Плайхах (нем. Pleichach) — река в Германии, протекает по земле Бавария, речной индекс 2436. Площадь бассейна реки составляет 128,46 км². Длина реки 33,82 км. Высота истока 330 м. Высота устья 167 м.
Система водного объекта: Майн → Рейн → Северное море.
Притоки:
- Правые: Ридернграбен, Бергтаймер-Бах, Грумбах, Эрлайнсбах, Эзельсбах
- Левые: Альтер-Зеебах, Трибграбен, Кюрнах